# Ophiocentrus alboviridis
Ophiocentrus alboviridis is een slangster uit de familie Amphiuridae.
De wetenschappelijke naam van de soort werd in 1888 gepubliceerd door Johannes Georg Brock.